# Episodi di Misteri di Roma (prima stagione)
La prima stagione della serie televisiva Misteri di Roma è stata trasmessa in prima visione nel Regno Unito dall'8 maggio al 14 agosto 2007 da BBC One.
In Italia è stata trasmessa a partire dal 31 maggio 2010.
| nº | Titolo originale                  | Titolo italiano                | Prima TV UK    | Prima TV Italia |
| -- | --------------------------------- | ------------------------------ | -------------- | --------------- |
| 1  | The Secrets of Vesuvius: Part 1   | I segreti del Vesuvio 1ª parte | 8 maggio 2007  | 31 maggio 2010  |
| 2  | The Secrets of Vesuvius: Part 2   | I segreti del Vesuvio 2ª parte | 8 maggio 2007  |                 |
| 3  | The Pirates of Pompeii: Part 1    | I pirati di Pompei 1ª parte    | 3 luglio 2007  |                 |
| 4  | The Pirates of Pompeii: Part 2    | I pirati di Pompei 2ª parte    | 3 luglio 2007  |                 |
| 5  | The Assassins of Rome: Part 1     | I sicari di Roma 1ª parte      | 17 luglio 2007 |                 |
| 6  | The Assassins of Rome: Part 2     | I sicari di Roma 2ª parte      | 17 luglio 2007 |                 |
| 7  | The Dolphins of Laurentum: Part 1 | I delfini di Laurento 1ª parte | 31 luglio 2007 |                 |
| 8  | The Dolphins of Laurentum: Part 2 | I delfini di Laurento 2ª parte | 31 luglio 2007 |                 |
| 9  | The Enemies of Jupiter: Part 1    | Il vaso di Pandora 1ª parte    | 14 agosto 2007 |                 |
| 10 | The Enemies of Jupiter: Part 2    | Il vaso di Pandora 1ª parte    | 14 agosto 2007 |                 |